# Castro de Santa Trega
Le Castro de Santa Trega (en espagnol castro de Santa Tecla) est le castro le plus emblématique, et le plus visité de la culture des castros. Les contours du mont de Santa Trega dans la commune de A Guarda au sud-ouest de la province de Pontevedra en Galice (Espagne) délimitent un site archéologique qui inclut le castro de Santa Trega, et est connu sous cette appellation. En 1931, il a été déclaré monument historique national et par la suite déclaré bien d'intérêt culturel (Ben de Interese Cultural : BIC). Sur certaines pierres du mont sont gravés des pétroglyphes.

## Protection
Le castro fait l’objet d’un classement en Espagne au titre de bien d'intérêt culturel depuis le 20 décembre 1974.